# Abrishom
Abrīshom (farsi ابريشم) è una città dello shahrestān di Falavarjan, circoscrizione Centrale, nella Provincia di Esfahan. 